# 노상훈
노상훈은 KBS 드라마본부의 프로듀서이다.

## 경력
- KBS 드라마본부 프로듀서
- KBS 드라마센터 연출
- KBS 드라마센터 CP (책임프로듀서)

## 방송
| 연도 | 방송사 | 제목                                      | 담당                  | 비고 |
| ---- | ------ | ----------------------------------------- | --------------------- | ---- |
| 2001 | KBS1   | 새엄마                                    | 조연출                |      |
| 2007 | KBS1   | 하늘만큼 땅만큼                           | 공동 연출             |      |
| 2010 | KBS2   | 공부의 신                                 | 프로듀서 겸 공동연출  |      |
| 2010 | KBS2   | KBS 드라마 스페셜 - 우연의 남발           | 연출                  |      |
| 2010 | KBS2   | KBS 드라마 스페셜 - 오페라가 끝나면       | 연출                  |      |
| 2011 | KBS2   | KBS 드라마 스페셜 - 그 남자가 거기 있다   | 연출                  |      |
| 2012 | KBS2   | KBS 드라마 스페셜 - 친구 중에 범인이 있다 | 연출                  |      |
| 2013 | KBS2   | 직장의 신                                 | 프로듀서 겸 공동 연출 |      |
| 2013 | KBS2   | KBS 드라마 스페셜 - 불청객                | 연출                  |      |
| 2014 | KBS2   | KBS 드라마 스페셜 - 나 곧 죽어            | 연출                  |      |
| 2015 | KBS2   | 너를 기억해                               | 연출                  |      |
| 2016 | KBS2   | 공항가는 길                               | 프로듀서 겸 공동연출  |      |
| 2019 | KBS2   | 동백꽃 필 무렵                            | 책임프로듀서          |      |